# Aeroportul Armidale
Aeroportul Armidale (IATA: ARM, ICAO: YARM) este un aeroport din Armidale⁠(d), Noul Wales de Sud, Australia ce deservește zona Armidale⁠(d). Aeroportul a fost tranzitat în 2022 de 98.098 de pasageri. A fost numit după zona deservită.
Situat la o altitudine de 1.084 m, aeroportul dispune de o singură pistă. Este operat de Armidale Regional Council⁠(d).